# NGC 5760
NGC 5760 في الفهرس العام الجديد، هي مجرة، تقع في كوكبة العواء. اكتشفت في 24 مايو 1791 بواسطة ويليام هيرشل.

## روابط خارجية
- NGC 5760 على موقع ويكي سكاي: DSS2, SDSS, GALEX, IRAS, Hydrogen α, X-Ray, Astrophoto, Sky Map, Articles and images